# Combat naval en Grèce
Pour plus de détails, voir Fiche technique et Distribution.
Combat naval en Grèce est un film de Georges Méliès sorti en 1897 au début du cinéma muet. C'est un court-métrage d'environ une minute.

## Synopsis
Le film présente une scène de bataille navale de la guerre gréco-turque de 1897.